# 冨永実加子
冨永 実加子（とみなが みかこ、1988年8月27日 - ）は、大分朝日放送 (OAB) の社員で元アナウンサー。

## 来歴
長崎県出身。2012年に大分朝日放送に入社し、同局の記者兼アナウンサーになる。
2017年6月いっぱいで産休に入り、女児を出産。1児の母となった後、2018年4月に職場復帰した。
2023年3月末に、担当していた金様の鍵のメインMCが、後輩の平井侑貴に代わることを発表した。
2023年5月のOABホームページ更新の際に、アナウンサー紹介欄から外れた。

## 最終の担当番組
- 金様の鍵 - メインMC
- JOKER EX - JOKER DXに引き続き、顧問としてイベント等に不定期出演。2023年3月に番組終了。最終回に出演

## 過去の担当番組
- OABニュース
- 5スタ
- 朝だ!生です旅サラダ（朝日放送テレビ） - 中継リポーター（2014年3月8日・11月1日）[5][6]
- JOKER DX - MC。2019年3月に番組を卒業したが、その後も番組SNSアカウントの管理を担当している[7]。
- スーパーJチャンネルおおいた - メインキャスター
- じもっと!OITA - メインキャスター
- 勝俣州和 九州偉人めしの旅（2019年4月27日）[8]